# Puñal
Puñal è un comune della Repubblica Dominicana di 9.439 abitanti, situato nella Provincia di Santiago. Comprende, oltre al capoluogo, due distretti municipali: Guayabal e Canabacoa.